# Marco Piqué
Marco Piqué (Paramaribo, 9 januari 1980) is een Surinaams-Nederlands weltergewicht thaibokser.

## Biografie
Piqué werd geboren in Paramaribo in Suriname en heeft de meeste wedstrijden gevochten vanuit Nederland. Hij traint in Den Haag.
Hij won zijn eerste titel in 2003 toen hij de Kaapverdisch-Nederlandse Alviar Lima na een split decision versloeg en Nederlands kampioen thaikboksen werd. In de daaropvolgende jaren won hij ook de titel van de Benelux en de Europese titel. Hij verloor echter van de Thaise bokser Jongsanan Fairtex in Las Vegas in een strijd om de wereldtitel.
2006 was geen succesvol jaar en werd getekend door het verlies van kickboksers in het middengewicht. In 2007 keerden zijn kansen en won hij twee voorbereidende toernooien en bereikte de finale van nog eens twee. Hij won dertien van de vijftien gevechten en versloeg enkele topvechters zoals Chaid Oulad El Hadj en Petr Polak.
In 2008 bereikte hij de finale in een zwaar K-1 MAX-toernooi. Hij won onder meer van toernooifavoriet Joerie Mes in de kwartfinales, maar werd in de finale door Warren Stevelmans gestuit. Het jaar erop bereikte hij opnieuw de finale en brak toen opnieuw niet door. Piqué maakte deze nederlaag later in het jaar enigszins goed door in zijn geboorteland Suriname de WMC intercontinentale titel en vervolgens de wereldtitel van de World Full Contact Association (WFCA) winnen.

## Titels
- 2003 W.P.K.L. Nederlands kampioen thaiboksen -72,5 kg
- 2004 W.F.C.A. Benelux kampioen thaiboksen
- 2005 W.P.K.L. Europees kampioen thaiboksen -76 kg
- 2005 W.P.K.L. Nederlands kampioen thaiboksen -76 kg
- 2007 Rayong-Dreamfights GP Part II toernooikampioen -73 kg
- 2007 Kings of Kickboxing 2007 Pforzheim kampioen voortoernooi -75 kg
- 2008 K-1 MAX Nederland toernooi tweede plaats -70 kg
- 2009 K-1 MAX Europa toernooi tweede plaats -70 kg
- 2009 W.M.C. Intercontinentale titel thaiboksen -72.5 kg
- 2009 W.F.C.A. Wereldkampioen thaiboksen -72.5 kg
- 2010 Superfighters 8 Man Tournament kampioen